# I Am A Loser
"I Am A Loser" é uma música/demo do cantor e compositor Michael Jackson. Foi composta e gravada em 2003 por Jackson e Brad Buxer, sendo vazada 10 anos depois, em 2013.

## Historia
Jackson e Brad Buxer estavam em quartos de hotel em Las Vegas, logo após o Michael encerrar a série de entrevistas para o documentário Living With Michael Jackson de Martin Bashir, quando Buxer, que estava passando por uma separação na época, caminhava ao redor de seu quarto, repetindo: “Eu sou um perdedor!" Foi quando Jackson, ao ouvir Baxer, foi até o quarto, bateu em sua porta, entrou e perguntou: “Qual é o problema?” foi neste momento em que passaram a trabalhar juntos nessa canção.
“Nós tínhamos a nossa configuração típica de gravação”, explica o engenheiro/produtor, Michael Prínce. “ProTools, teclado, um microfone configurado com fones de ouvido, a coisa toda. Então, era basicamente um mini-estúdio de gravação. Brad estava tocando teclas de piano e Michael estava fazia os vocais..."

Ao reagir a canção divulgada, Prince declarou:
“Eu quero dizer que a versão vazada está vocalmente completa, mas você pode dizer que é a demo porque depois do segundo ou terceiro coro, ouvimos Michael dizer "Ahh" [1:55]… porque ele estava se preparando para cantar uma parte e então ele parou. Ninguém editou isso. Ele não se importou que permanecesse na gravação... A versão que vazou é praticamente a demo acabada, antes dela se tornar "I Was The Loser" (Eu Fui o Perdedor). O que vocês estão ouvindo é Michael cantando e Brad tocando... Essa é realmente a demo. As vozes estão intocadas, não foram editadas e são inéditas. Ele estava feliz com o original I Am a Loser. Mas antes que a tocássemos para alguém, tivemos uma longa conversa e Michael disse: ‘Eu não quero ser um perdedor. Eu não me importaria se eu fosse o perdedor, mas eu não quero dizer que eu ainda sou um perdedor.’  Então nós mudamos isso... Michael Jackson não regravou a música inteira ao mudar de I Am a Loser para I Was a Loser, ele simplesmente regravou o verso em questão, enquanto a composição musical permaneceu exatamente a mesma.’’
A gravação do verso "I Was a Loser " aconteceu em um estúdio improvisado, criado por Prince, no quarto de Jackson no Bel Air Hotel no final de 2008, no mesmo período em que Michael adicionou os vocais para outras canções, incluindo Best of Joy e Hollywood Tonight. Recentemente um trecho vazado no YouTube mostra essa mudança na música.
Estas, entre muitas outras, eram faixas que estavam na lista ‘’por fazer’’ de Jackson, no momento de sua morte em 25 de Junho de 2009, uma nota manuscrita detalhando os títulos de 28 faixas que esperavam ser concluídas por Jackson, incluindo The Loser, como Jackson a chamava, foi encontrada ao lado de sua cama, depois de sua morte. Foto do manuscrito

## Vazamento
A música foi vazada em setembro de 2013 por um fã na internet. Os fãs de Jackson especulavam que a faixa foi escrita e gravada no final dos anos 90, antes do lançamento do álbum Invincible, de 2001. Michael Prince e Brad Buxer pediram educadamente que as pessoas que postaram a música removessem todos os links da Internet. Infelizmente, os avisos de remoção ainda não foram emitidos e a faixa permanece em todo o YouTube para os fãs transmitirem, baixarem e compartilharem.